# Messerschmitt P.1111

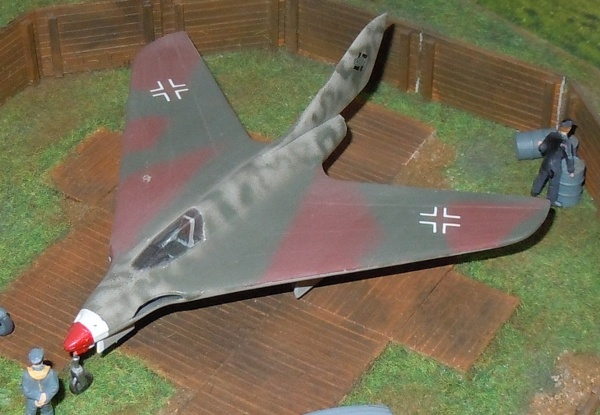
Messerschmitt P.1111. Модель

Messerschmitt P.1111 проєкт винищувача компанії Messerschmitt AG останнього етапу Другої світової війни.

## Історія
Імперське міністерство авіації оголосило наприкінці 1944 конкурс на проєктування винищувача, у якому взяли участь Focke-Wulf Ta 183, Blohm & Voss P 212, Messerschmitt P.1110, Heinkel P. 1078, Junkers EF 128, який його виграв. Messerschmitt P.1110 розкритикували через високі навантаження на крила. У січні 1945 Messerschmitt розробив на її основі модель P.1111 з цільнометалічним безхвостим фюзеляжем, дельтавидним дерев'яним крилом з кутом 45°. В основі крил знаходились повітрязабірники мотору. Літак вирізнявся чистотою аеродинамічних форм. У герметичній кабіні знаходилось сидіння пілота з системою катапультування. Але Люфтваффе розкритикувало проєкт через розміщення всього запасу палива у незахищених баках у крилах, наражаючи літак на враження вогнем.  Після війни технічні рішення P.1111 були використані у британських літаках компанії de Havilland (англ.) DH 108 (англ.)D.H.108, DH 106 Comet (англ.), De Havilland Sea Vixen.
На основі P.1111 був розроблений проєкт P.1112 з V-подібним хвостовим оперенням, стрілоподібними крилами. Незавершений прототип, повномасштабні макети були захоплені американцями. Технічні рішення P.1112 були використані при проєктуванні бортових літаків американських авіаносців.

### Технічні дані Messerschmitt P.1111
|                         |                                                     |
| Параметри               | Розміри                                             |
| Довжина                 | 8,92 м                                              |
| Розмах крил             | 9,16 м                                              |
| Висота                  | 3,06 м                                              |
| Площа крил              | 28 м²                                               |
| Двигун                  | 1xHeS 011                                           |
| Тяга                    | 12,7 кН                                             |
| Екіпаж                  | 1                                                   |
| Маса порожнього         | 2.740 кг                                            |
| Маса стартова           | 4.282 кг                                            |
| Максимальна швидкість   | 995 км/год                                          |
| Висота польоту          | 14.000 м                                            |
| Виготовлено екземплярів | -                                                   |
| Озброєння               | 2xMK 108 (ніс) • 2 x MK 108 (крила) (по 100 набоїв) |